# Ван Чжэнь (первопечатник)
Ван Чжэнь (кит. трад. 王禎, упр. 王祯, пиньинь Wáng Zhēn, 1271—1333) — первый в мире изобретатель наборной печати с использованием деревянных литер. Чиновник в Китае во времена империи Юань.
Ван Чжэнь также создал один из наиболее полных сводных трудов по сельскому хозяйству своего времени «Нун-шу», в котором описал технологии и оборудование конца XIII — начала XIV веков.
Его предшественником в области печати считается сунский гончар Би Шэн (960—1051), изобретатель самой первой в истории наборной печати (с глиняными литерами).

## Биография
Ван Чжэнь родился в провинции Шаньдун и долгие годы служил чиновником в провинциях Аньхой и Цзянси. С 1290 по 1301 годы он был мировым судьёй города Цзиндэ провинции Аньхой, и в это время изобрёл наборную печать с деревянными литерами.

### Нун-шу
Это изобретение Ван Чжэн описал в книге, вышедшей в 1313 году и известной под названием «Нун-шу» (農書), или Книга о сельском хозяйстве. Это был шедевр хозяйственно-справочной литературы средневековья, несмотря на название, не ограниченный сельским хозяйством. Он посвящён в целом прикладному использованию науки и техники, включая ряд новшеств, от кузнечных мехов, движимых энергией воды, до наборной печати.
Нун-шу выделяется своим объёмом: она содержит более 110 000 иероглифов. Однако это лишь немногим больше объёма сельскохозяйственного справочника Цзя Сыся «Чи-минь яо-шу» (535 год). Последний содержит немногим более 100 000 иероглифов.

### Наборная печать

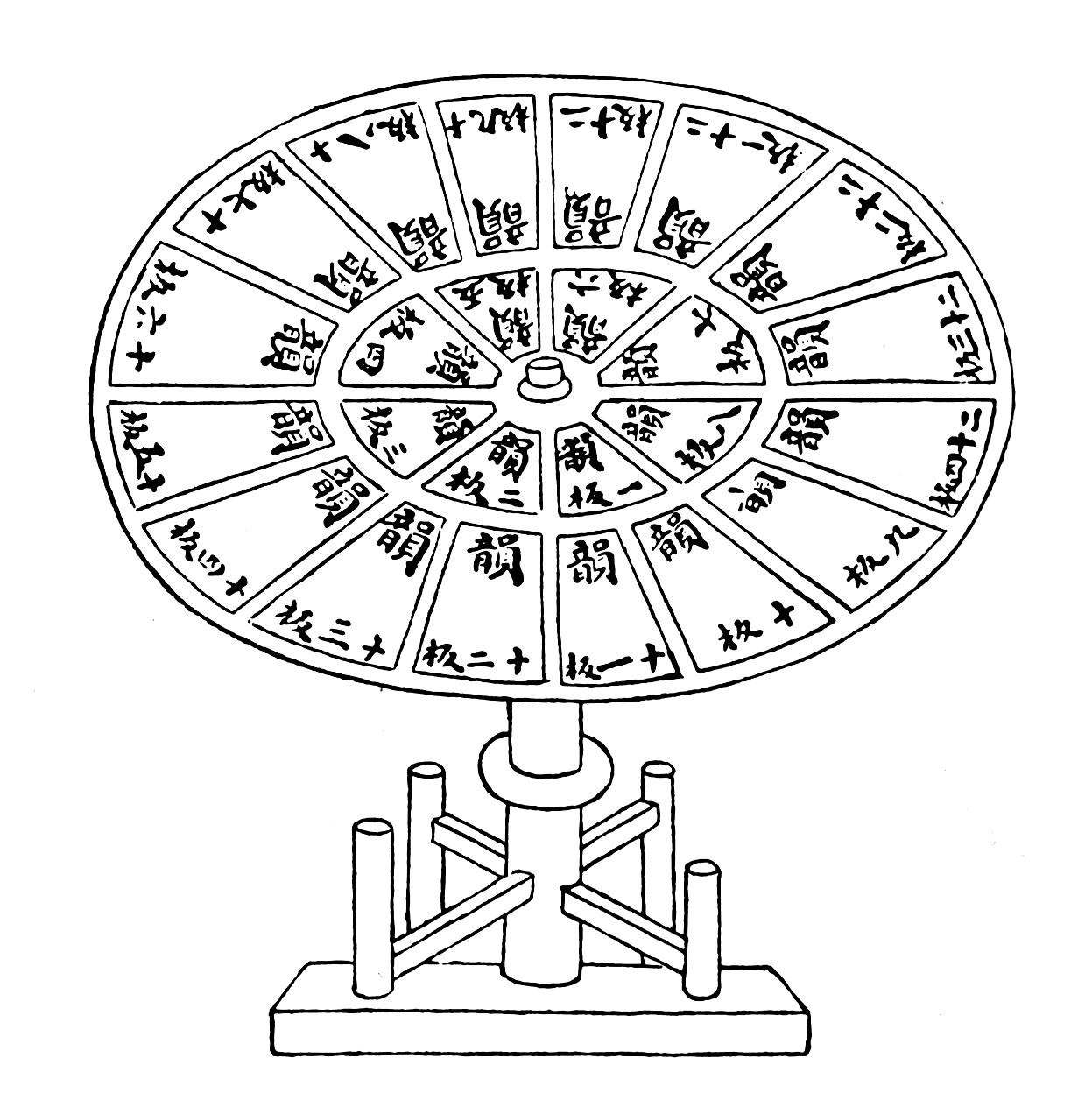
Иллюстрация, опубликованная в книге Ван Чжэня в 1313 г., показывающая литеры наборной печати, расположенные в строгом порядке по секторам круглого вращающегося стола.

Говоря о наборной печати, Ван Чжэн сначала описывает печать с использованием глиняных литер и предлагает её технологическое усовершенствование. Затем он описывает изобретённый им в 1297—1298 годах метод наборной печати с деревянными литерами. Помимо не требующих обжига литер, он описывает ряд механических приспособлений, позволяющих ускорить набор и улучшить качество печати, а также систему организации литер (проблема, особенно важная для иероглифических письменностей, так как здесь используется несколько тысяч знаков).